# Hôtel de Dreux-Brézé
L’hôtel de Dreux-Brézé (ou Petit hôtel de Verrue), est un hôtel particulier situé à Paris en France.

## Localisation
Il est situé au no 1 rue du Regard, dans le 6e arrondissement de Paris.

## Histoire
Cet hôtel, appelé aussi Petit hôtel de Verrue (pour le distinguer de l'hôtel de Verrue, situé avant 1907 au 37, rue du Cherche-Midi et détruit lors du percement du boulevard Raspail), fut construit sur un terrain situé à l'encoignure de la rue du Regard et de la rue du Cherche-Midi et acquis en 1696 par la communauté des Carmes de la rue de Vaugirard.
Il faisait partie d'une vaste opération immobilière qui prévoyait dès son origine la construction de cinq hôtels particuliers dont les plans furent commandés en 1719 à l'architecte Victor-Thierry Dailly et dont certains pour des occupants désignés d'avance tels la comtesse de Verrue, fille du duc de Luynes et d'Anne de Rohan. Trois hôtels furent d'abord construits mais la banqueroute de Law contraignit les Carmes à étaler l'opération qui ne fut terminée qu'en 1737 par Brice Le Chauve pour les deux derniers hôtels, le Petit Hôtel de Verrue au n°1 de la rue du Regard et le Grand Hôtel de Verrue destinés à la comtesse de Verrue. Brice Le Chauve utilisa cependant, en les modifiant un peu, les plans établis par Dailly dix-huit ans plus tôt.
La comtesse de Verrue étant morte en 1736, les Carmes louèrent alors les deux hôtels. Le Petit hôtel du n° 1 de la rue du Regard le fut à Thomas de Dreux-Brézé (1677-1749), alors Grand Maître des Cérémonies de France. Ses descendants semblent l'avoir gardé jusqu'à la Révolution.
L'hôtel serait ensuite devenu la propriété de la famille Ternisien par un achat en 1791 à la Commune de Paris avant d'être acheté en avril 1822 par le docteur Joseph Récamier (1774-1852). Il appartient aujourd'hui encore aux descendants du Dr Récamier.
L'achèvement du boulevard Raspail en 1907 modifie radicalement l'organisation de l'hôtel. Comme les hôtels de Beaune ou de Rothembourg dans la même rue, mais contrairement à l'hôtel de Verrue entièrement détruit, le corps de logis est préservé, alors que le jardin est rasé pour laisser place au boulevard. L'ancienne façade sur jardin se trouve ainsi posée, de biais, sur le boulevard, des blocs de pierre de raccordement, saillants aux extrémités des immeubles mitoyens, trahissant probablement l'intention initiale de remplacer l'hôtel par une construction neuve.
Ce bâtiment fait l’objet d’une inscription au titre des monuments historiques depuis le 18 février 1926.

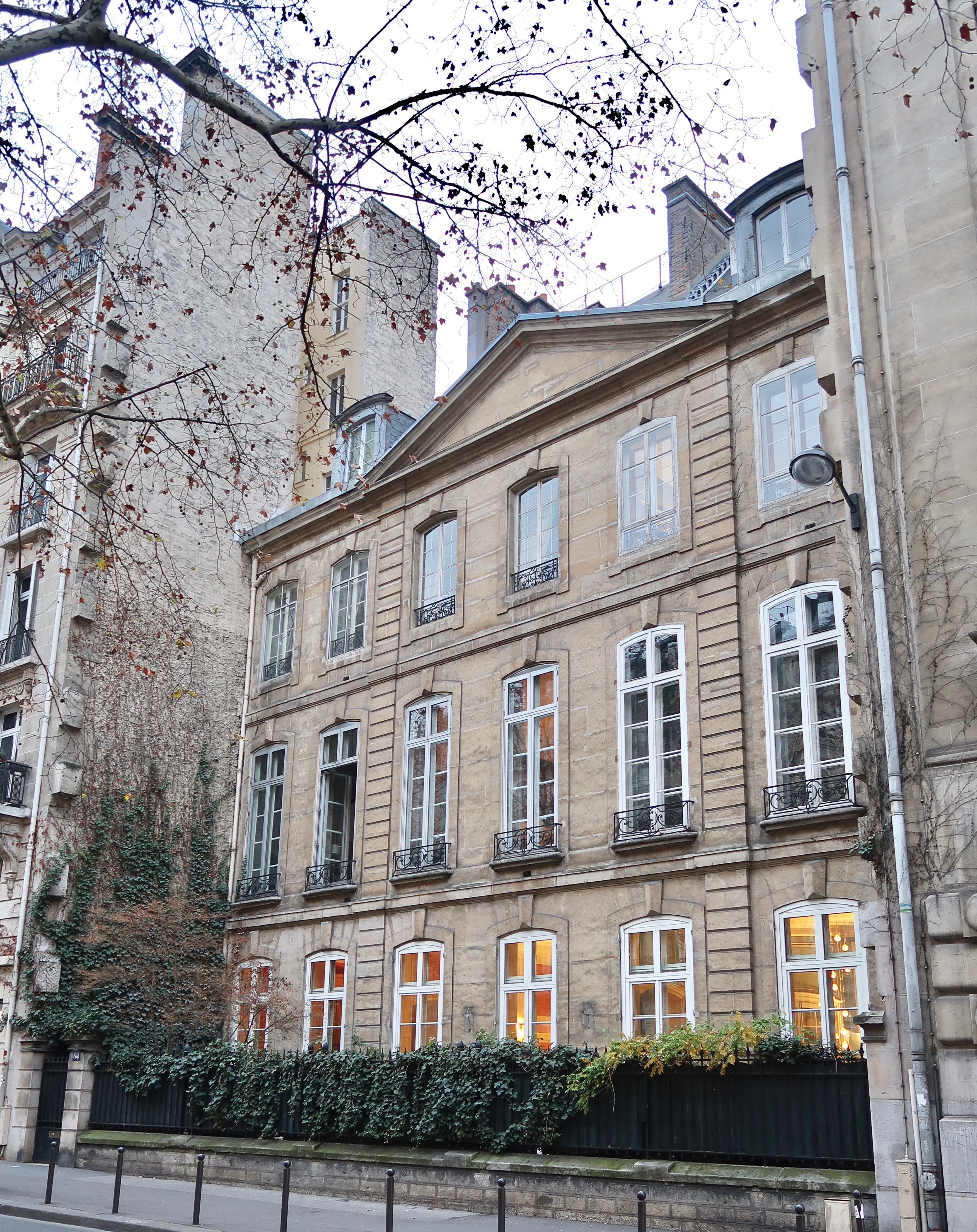
L'hôtel de Dreux-Brézé depuis le boulevard Raspail. Cette façade donnait avant le XIXe siècle sur le jardin de l'hôtel, qui disparut à la faveur du percement du boulevard et de la construction d'immeubles. Les blocs de pierre saillants à droite et à gauche de l'image, servant à raccorder harmonieusement une façade à celle de l'immeuble voisin, suggèrent que les architectes du boulevard pensaient que l'hôtel serait lui aussi remplacé par une construction neuve. L'hôtel est aussi un heureux rescapé du mouvement d'urbanisation des boulevards au XIXe siècle.
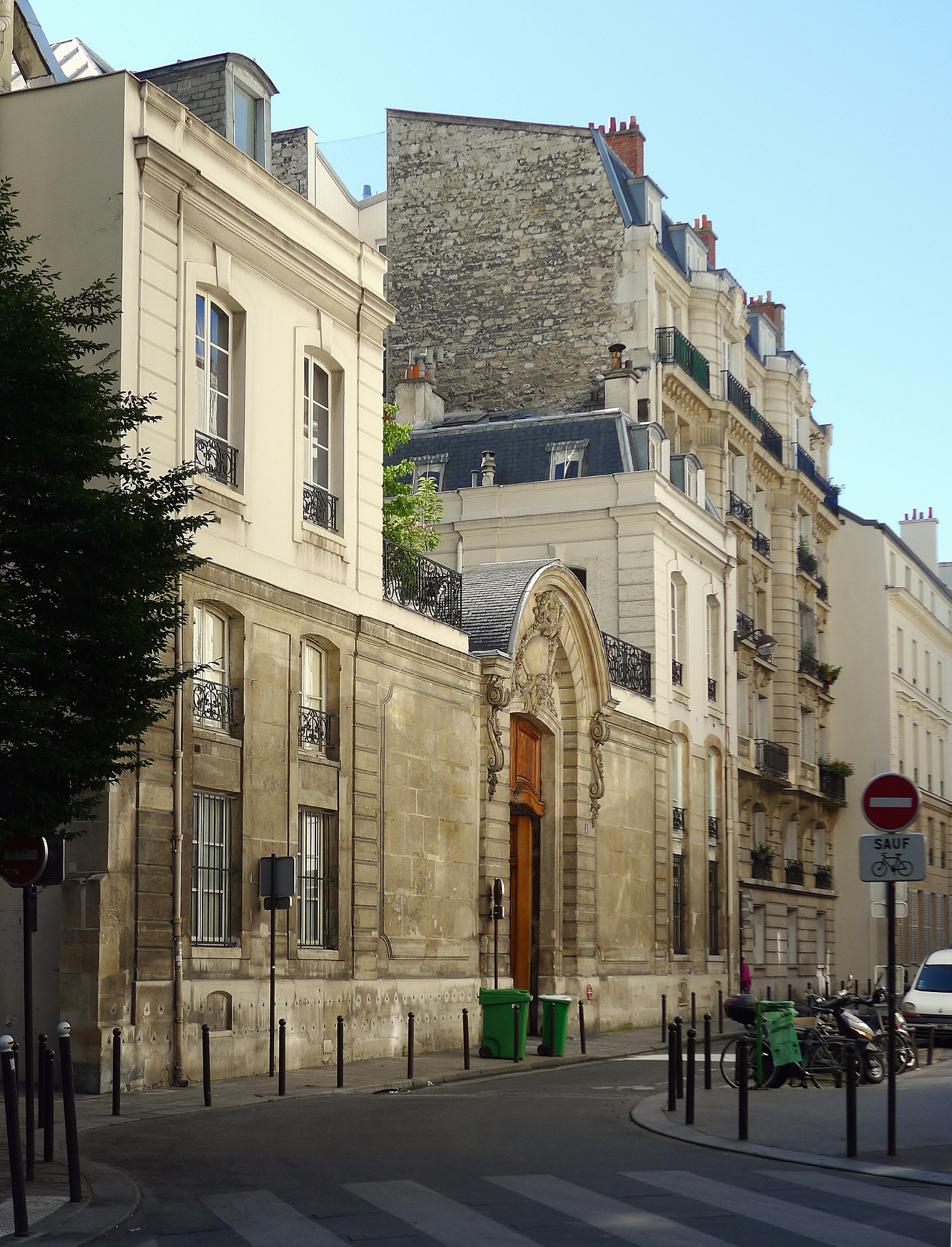
Entrée de l'hôtel sur la rue du Regard
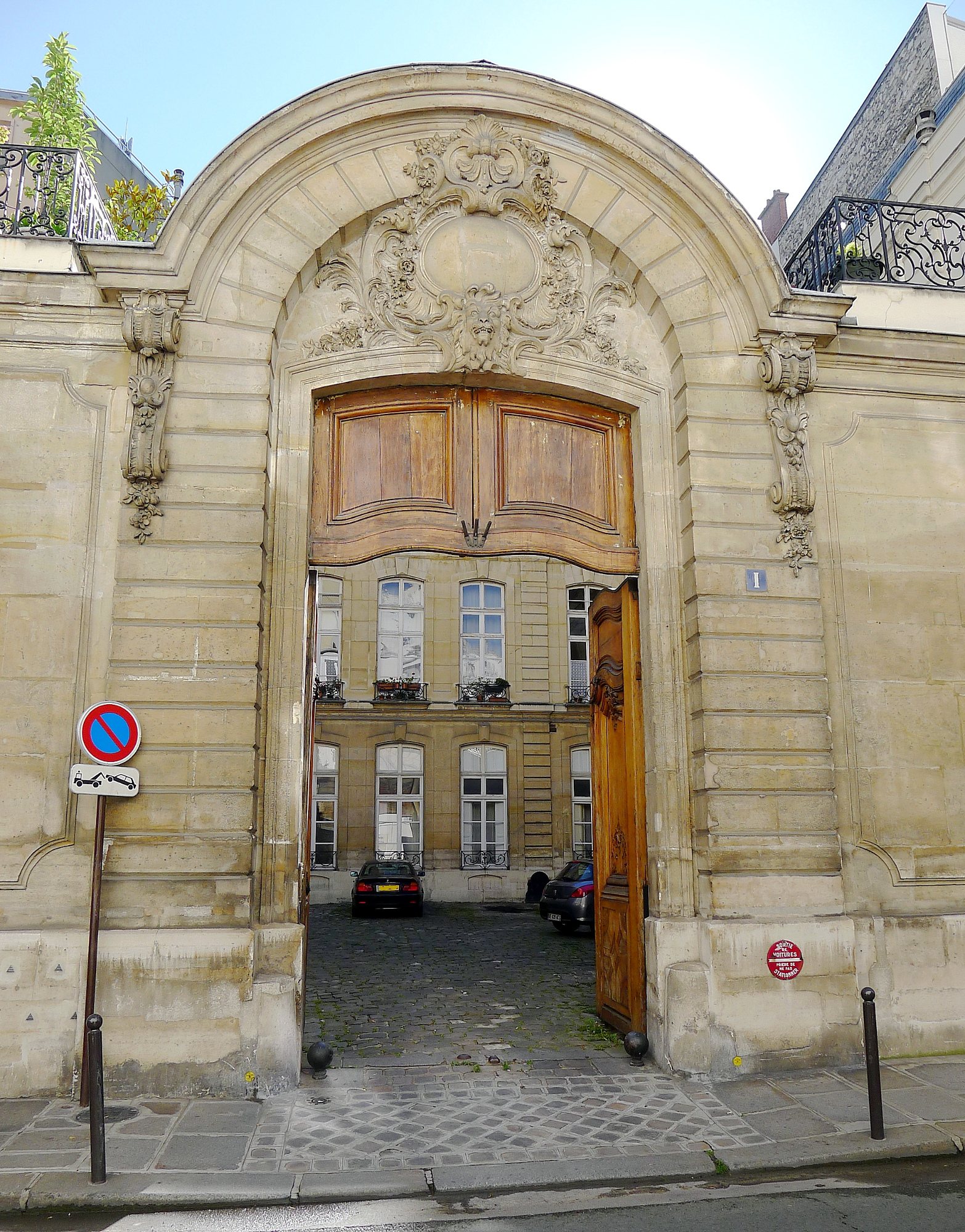
Portail de l'hôtel